# 琴叶悬钩子
琴叶悬钩子（学名：Rubus panduratus）为蔷薇科悬钩子属的植物，是中国的特有植物。分布于中国大陆的广东、广西、贵州等地，生长于海拔700米至1,450米的地区，多生长于山地疏林及山谷中，目前尚未由人工引种栽培。

## 异名
- Rubus panduratus Hand.-Mazz. var. etomentosus Hand.-Mazz.